# خط كيارس (تشيلو)
خط كيارس (بالفارسية: کت کیارس) هي منطقة سكنية تقع في إيران في قسم تشيلو الريفي. يقدر عدد سكانها بـ 25 نسمة بحسب إحصاء 2016.